# 30251 Ashkin
30251 Ashkin este un asteroid din centura principală de asteroizi.

## Descriere
30251 Ashkin este un asteroid din centura principală de asteroizi. A fost descoperit pe 29 aprilie 2000 la Socorro, New Mexico, în cadrul proiectului LINEAR. Asteroidul prezintă o orbită caracterizată de o semiaxă mare de 2,52 ua, o excentricitate de 0,08 și o înclinație de 1,9° în raport cu ecliptica.